# 臺中市立安和國民中學
臺中市立安和國民中學（簡稱安和國中），是台灣臺中市西屯區一所市立國民中學，鄰近台中工業區、協和國小、福華飯店、水尾巷、東海大學、台中世貿及世貿公園。

## 校史
1980年代末期，由於產業發展地區人口遷徙集中，為了學童就學之便，遂在地方士紳的奔走之下，臺中市政府於1992年8月指派西苑國中張兆敏校長擔任籌備主任，籌設建校，1993年8月由首任校長黃榮太先生接替。1994年8月招生，首屆一年級新生11班，因學區以當時之「福安里」、「協和里」為主，是以定校名為「安和國中」，既與地方相屬，兼及「安定祥和」、「安和樂利」之意，

## 歷屆校長
1. 黃榮太：1993年8月－2001年7月
2. 白常武：2001年8月－2005年7月
3. 涂文雪：2005年8月－2009年7月
4. 陳玉正：2009年8月－2015年7月
5. 許志瑋：2015年8月－2021年7月
6. 柯瓊華：2021年8月－現任

## 學區
- 西屯區：協和里、福中里、福恩里、福和里：第2鄰～第20鄰、福雅里：第1-12鄰及26鄰(為安和及福科國中共同學區)、福安里：第3-8鄰及第12-14鄰(為安和及福科國中共同學區)。
- 南屯區：文山里、寶山里。

## 交通

### 臺中市公車
- 安和國中：

| 路線編號 | 營運區間               | 經營業者 | 備註 |
| -------- | ---------------------- | -------- | --- |
| 328      | 興大附農－仁友停車場   | 巨業交通 | 經臺中國小、臺中車站、第一廣場、彰化銀行、第二市場、科博館、忠明國小、臺中市政府、新光三越、澄清醫院、臺中世貿中心、安和國中、嶺東科技大學               |
| 328繞    | 興大附農－仁友停車場   | 巨業交通 | 經臺中國小、臺中車站、第一廣場、彰化銀行、第二市場、科博館、忠明國小、臺中市政府、新光三越、澄清醫院、臺中世貿中心、安和國中、協和國小分校、嶺東科技大學 |
| 351      | 統聯轉運站－臺中工業區 | 統聯客運 | 臺中工業區實際端點為「工業區28與42路口」 經澄清醫院、臺中世貿中心、安和國中、協和社區臺中工業區實際端點為「工業區28與42路口」                            |

### 臺中市公共自行車租賃系統
站名
- 安和國中
- 安和國中(水尾巷)
- 工業區一路98巷口

## 外部連結
- 臺中市立安和國民中學 （页面存档备份，存于）
- 臺中市立安和國民中學粉絲專頁 https://www.facebook.com/anher100